# さいたま市立教育研究所

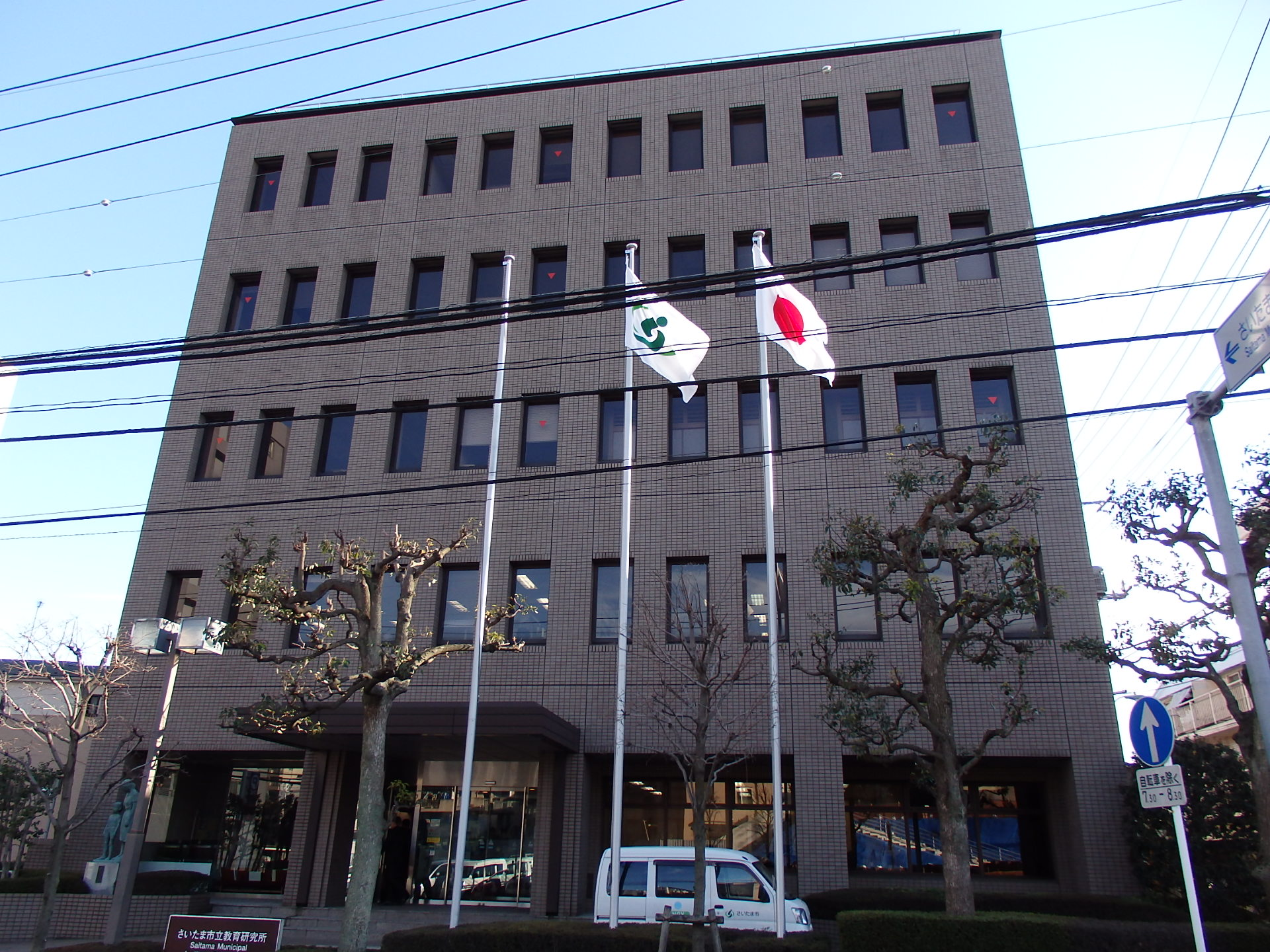
さいたま市立教育研究所（浦和区）

さいたま市立教育研究所（さいたましりつきょういくけんきゅうじょ）は、埼玉県さいたま市浦和区にある、教職員の研修を目的としたさいたま市の施設。2026年4月に、学びの多様化学校として開校予定の小・中一貫型小学校・中学校であるさいたま市立いろどり学園小学部・中学部の本校及び岸町キャンパスを併設する。

## 概要
教育研究所では、教育に関する調査研究、教職員の研修、情報教育などの事業を行なっている。さいたま市誕生に伴い、浦和市立教育研究所、大宮市立教育研究所、与野市立教育研究所を統合し、浦和市立教育研究所の庁舎を使用してさいたま市立教育研究所を創設した。

## 沿革
浦和市立教育研究所
- 1970年（昭和45年）4月 - 浦和市立教育研究所を設置。
- 1973年（昭和48年）10月 - 浦和市領家に独立施設を開設。

## 所在地
- 埼玉県さいたま市浦和区岸町六丁目13番15号

## アクセス
- 浦和駅西口から徒歩12分。
- 武蔵浦和駅東口から徒歩17分。